# Agyneta depigmentata
Agyneta depigmentata é uma aranha tecelã encontrada nos Açores. Foi descrito por Wunderlich em 2008. A espécie é rara e apenas conhecida de duas subpopulações da ilha das Flores, nas Reservas Florestais Naturais das Caldeiras Funda e Rasa e Morro Alto e Pico da Sé. A área circundante é altamente invadida por plantas exóticas.
Seu principal risco de existência vem de plantas invasoras (Hydrangea macrophylla, Hedychium gardnerianum e Rubus ulmifolius) que estão alterando o habitat da espécie em pelo menos parte de sua distribuição e diminuindo a qualidade do habitat. A espécie é restrita a uma mata nativa hiperúmida e constrói a teia de tecelagem no solo entre buracos e os troncos de Juniperus brevifolia e Ilex perado subsp.
Com base na pequena Extensão de Ocorrência (EOO = 32-56 km²) da espécie e no declínio contínuo de sua área e qualidade de habitat, ela é avaliada como Criticamente em Perigo.
Embora a espécie não seja protegida por lei regional, o seu habitat encontra-se numa área regionalmente protegida (Parque Natural de São Jorge).